# Steam Link
Steam Link je jak hardwarové zařízení, tak zároveň i název pro aplikaci, za kterými stojí americká společnost Valve Corporation. Oboje umožňuje uživatelům streamovat obraz a zvuk ze svého počítače na jiná externí zařízení, jako jsou například televize, mobilní telefony nebo tablety. V březnu 2015 společnost Valve poprvé oficiálně oznámila vývoj nového produktu, který umožňuje přenos videa s rozlišením až 1080p a frekvencí 60Hz. Hardware byl poprvé uveden na trh 10. listopadu 2015 společně s herním ovladačem Steam Controller. V listopadu 2018 byl Steam Link stažen z trhu kvůli nedostatečné maximální kvalitě přenášeného obrazu a byl plně nahrazen mobilní aplikací pro zařízení s operačním systémem Android a iOS. V současné době Steam Link podporuje přenos 4K videí s 60 snímky za sekundu. V březnu 2019 společnost Valve představila novinku Remote Play Anywhere, která umožnila uživatelům streamovat obsah i mimo jejich místní síť.

## Technické specifikace

### Hardware[6]
Základní deska Steam linku je vybavena procesorem Marvell DE3005-A1 (ARMv7) s frekvencí 1 GHz a jedním jádrem, Krystalem (24.0 MHz AMM2 J5C), 4GB Micron 29F32G08C Flash pamětí a 512MB Micron 5XN77 RAM. Pro dosažení optimální rychlosti připojení k internetu je k dispozici Ethernetový vstup a Wi-Fi/Bluetooth čip Avastar 88W8897. Pro připojení klávesnice, myši nebo herního ovladače, Steam Link nabízí 3 USB 2.0 porty (smsc USB2514). Pro propojení s televizí lze využít HDMI výstup.

### Software[8]
- Operační systém Steam Linku je postaven na upraveném Linux kernelu 3.8 a glibc 2.19.
- podporované API (OpenGL ES 2.0, Qt 5.14.1, SDL 2.0)

## Minimální požadavky aplikace
- Windows Vista (a novější), Linux Ubuntu 12.04 (a novější), MacOS X 10.10 (a novější), Raspberry Pi 3, 3B+ nebo Raspberry Pi 4[4]
- Externí zařízení podporující aplikaci Steam Link (Android, iOS)[4]
- Internetové připojení (přes 5GHz Wi-Fi, Ethernet, 5G) jak k hostitelskému počítači, tak k externímu zařízení.[4]